# Tatsuya Endō
Tatsuya Endō (jap. 遠藤 達哉 Endō Tatsuya; ur. 23 lipca 1980 w Kodze) – japoński mangaka, znany przede wszystkim z serii Spy × Family.

## Kariera
Endō pracował jako asystent przy mangach Ao no Exorcist i Fire Punch. Jego mentorami byli autorzy tacy jak Yasuhiro Kanō i Yoshiyuki Nishi. Podobnie jak wielu mangaków, Endō rozpoczął swoją karierę od tworzenia one-shotów. Niektóre z nich miały wpływ na jego późniejsze mangi. Po ukończeniu mang Tista i Gekka bijin dla magazynu Jump Square oraz stworzeniu trzech one-shotów wraz z redaktorem Shiheiem Linem, z którym Endō współpracował przez ponad 10 lat, obaj zaczęli planować serię, która miała pojawić się w magazynie Shōnen Jump+. Nowa manga miała połączyć to, co Lin uważał za mocne strony poprzednich prac Endō; Rengoku no ashe, Ishi ni usubeni, Tetsu ni hoshi i I Spy, tworząc w ten sposób Spy × Family. Lin twierdził, że odbiór Spy × Family w ich dziale redakcyjnym był tak pozytywny, że decyzja o publikacji praktycznie została podjęta jeszcze przed oficjalnym spotkaniem w tej sprawie. Od 2019 roku Spy × Family jest jedną z dziesięciu najpopularniejszych mang na stronie internetowej magazynu.

## Styl
Na początku swojej kariery Endō publikował dojrzałe historie. Jest to szczególnie widoczne w przypadku jego wczesnych tytułów Tista i Rengoku no ashe, które opowiadają odpowiednio o seryjnym mordercy i polowaniu na czarownice. Po pracy nad tak wieloma mrocznymi mangami, jego redaktor, Shihei Lin, zachęcił go do stworzenia bardziej „jasnej i wesołej mangi”. One-shot I Spy, może być postrzegany jako dzieło przejściowe pomiędzy mrocznymi i jasnymi narracjami Endō, ponieważ zawiera dojrzałe tematy obecne w jego wcześniejszych pracach, a jednocześnie jest „wesołym tytułem”, jak sugerował Lin. Spy × Family jest jego pierwszą pracą, która w pełni może uchodzić za wesołą mangę.
Jego redaktor twierdzi, że Endō lubi przemyśleć każdy szczegół fabuły. Kiedy zaproponuje mu się pomysł na historię, Endō szybko wskaże wszelkie sprzeczności. To, wraz z jego potrzebą tworzenia głębokich i dobrze przemyślanych postaci, popchnęło go do opowiadania historii, które pokazują pozytywną lub negatywną zmianę stanu psychicznego jego bohaterów. Endō zawsze stara się poprawić jakość swojej pracy, dlatego czyta dużo mang, powieści i książek.

## Twórczość
- Seibu yūgi (jap. 西部遊戯) (2000, one-shot)
- Gekka bijin (jap. 月華美刃) (2000, one-shot)
- Witch Craze (2001, one-shot)
- PMG-0 (2004, one-shot)
- Tista (2007–2008)
- Shihō yūgi: Endō Tatsuya tanpenshū (jap. 四方遊戯 遠藤達哉短編集) (2008)
- Gekka bijin (jap. 月華美刃) (2010–2012)
- Rengoku no ashe (jap. 煉獄のアーシェ) (2014, one-shot)
- Ishi ni usubeni, tetsu ni hoshi (jap. 石に薄紅、鉄に星) (2017, one-shot)
- I Spy (2018, one-shot)
- Spy × Family (jap. スパイファミリー Supai famirī) (od 2019)

## Nagrody
W 2019 roku manga Spy × Family zdobyła nagrodę Next Manga Award w kategorii manga internetowa. Rok później seria ta została również uhonorowana 4. nagrodą Tsutaya Comic Award.